# システイニルドーパ
システイニルドーパ(英: cysteinyldopa)は、カテコールアミンの一つ。血漿と尿中の過剰のシステイニルドーパは悪性黒色腫と関連しており、悪性黒色腫の患者の血漿や尿中には、システイニルドーパが多量に存在している。そのため、この物質は、悪性黒色腫の診断や手術後の転移の検出に用いられる。メラニン生成細胞中に見られる5-S-グルタチオンドーパの酵素による急速加水分解によって形成されると考えられている。